# Manoel dos Passos Barros
Manoel dos Passos Barros (Maracaju, 17 de abril de 1898 – Vila Velha, 20 de maio de 1986) foi um engenheiro civil brasileiro e pastor, cofundador da Igreja Cristã Maranata e primeiro presidente da instituição (1970-1986).

## Biografia
Nascido aos 17 de abril de 1898 no estado do Amazonas, filho de José Alexandre de Barros e de Clotilde de Salles de Barros, cursou o ensino primário no Colégio Instituto das Humanidades Joaquim Costa Nogueira em 1908, em Fortaleza, capital do Ceará, e, posteriormente, o ensino secundário no Colégio Carneiro Ribeiro em 1914, em Salvador, capital da Bahia. Em março de 1925 concluiu o curso de engenharia civil pela Escola Politécnica da Universidade Federal da Bahia, de modo que no mês de agosto do referido ano, quando passou a residir no Estado do Espírito Santo, foi nomeado encarregado de medições de terras nos municípios Benevente, hoje Anchieta, Iconha, Alfredo Chaves e Guarapari.
Casou-se em 1927 com Juracy de Mello Barros, com quem teve dois filhos: César José de Mello Barros e Jurama Barros Gueiros, que casou-se com Gedelti Victalino Teixeira Gueiros.
Como engenheiro civil projetou a BR 101, que liga Touros, no Rio Grande do Norte, a São José do Norte, no Rio Grande do Sul, no trecho de Guarapari até o Rio Mucuri, no sul do Estado da Bahia, projetou e construiu a Rodovia Carlos Lindemberg e projetou a BR 262, no trecho de Vitória a Pequiá, na divisa do Estado de Minas Gerais. Atuou como presidente da 1ª comissão criada pelo Governo Federal para implantar no Estado o Código de Trânsito. Ademais, foi também um dos fundadores e diretores da Escola Politécnica do Espírito Santo, hoje Centro Tecnológico da Universidade Federal do Espírito Santo. Foi conselheiro do Conselho Federal de Engenharia e Agronomia.

## Igreja Cristã Maranata
Foi membro da Igreja Presbiteriana do Brasil, denominação em que foi e membro do Presbitério de Vitória - PVTR. Na oportunidade em que Gedelti Victalino Teixeira Gueiros, genro de Passos Barros, insatisfeito com o fato de que seu irmão Jedaías Victalino Teixeira Gueiros haver perdido a eleição para pastor titular da Igreja Presbiteriana do Brasil em Vila Velha, segundo Joel Ribeiro Brinco, encabeça a cisão da referida denominação, o Pr. Passos Barros segue seu genro na fundação da então Igreja Cristã Presbiteriana, sob os auspícios de Jonas José Marques, que, a partir de 1980, passou a chamar-se Igreja Cristã Maranata.
Na derradeira denominação, Passos Barros foi pastor exerceu a presidência de 1970 até a data de seu falecimento, 25 de maio de 1986. Foi o Pr. Barros quem elaborou a Ata de Organização da Igreja Cristã Maranata, em janeiro de 1968.

## Falecimento e Fundação Manoel dos Passos Barros
Faleceu aos 25 de maio de 1986, aos 88 anos, após dezesseis anos como presidente da Igreja Cristã Maranata.
Em 1999 surgiu o que viria a ser a Fundação Manoel dos Passos Barros. Foi consolidada, no entanto, em 8 de junho de 2007. Tem por objetivo prestar assistência social, contando com mais de quatrocentos (400) voluntários.

## Honrarias
- Cidadão Vilavelhense - Câmara Municipal de Vila Velha;
- Ordem Estadual do Mérito Jerônimo Monteiro;[9]
- Projeto de Lei nº 315 de 2018, do Senado Federal, para denominar "Engenheiro Manoel dos Passos Barros o viaduto localizado no entroncamento da BR 101 com a BR 262", proposta pelo então senador Ricardo Ferraço (PSDB).[10]